# Hylandia
Hylandia é um género botânico pertencente à família Euphorbiaceae.

## Espécies
- Hylandia dockrillii
- Hylandia docktillii

## Nome e referências
Hylandia Airy Shaw